# Brufani (cognome)
Brufani è un cognome di lingua italiana.

## Varianti
Il cognome non presenta varianti.

## Origine e diffusione
Cognome tipicamente centrale, è presente prevalentemente in Umbria, nel perugino.
Potrebbe derivare dal toponimo Brufa.

## Persone
- Giacomo Brufani – imprenditore alberghiero italiano